# 浄土寺川ダム
浄土寺川ダム（じょうどじがわダム）は、福井県勝山市、一級河川・九頭竜川水系浄土寺川に建設されたダムである。
高さ72メートルの重力式コンクリートダム。浄土寺川及び合流先である九頭竜川の治水、勝山市などへの利水を目的としたダムである。
上流域のスキージャム勝山の開発による雨水等の「消流雪用水」および調整池の役割を果たす。

## 河川
浄土寺川は、法恩寺山を源流とし、勝山市街をへて経て九頭竜川と合流する。
同じ水源を持つ暮見川とは法恩寺山有料道路が走る尾根に並行して市街をへて九頭竜川で合流する。